# Smyrenské křížové výpravy
Smyrenské křížové výpravy byly v letech 1343–1351 celkem dvě vojenská tažení vyslaná papežem Klementem VI. proti tureckému Ajdinskému bejliku vládce Umura Ghaziho v Malé Asii. Obě byly cíleny proti přístavnímu městu Smyrně a zakročit proti tureckému pirátství rozmáhajícímu se v Egejském moři. Papež vydal bulu Insurgentibus contra fidem vyhlašující odpuštění hříchů zúčastněným a oprávnění kázat kruciátu všude po Evropě, také pověřil Jindřicha z Astiho, latinského patriarchu v Konstantinopoli, k vytvoření křesťanské aliance proti Turkům. K ní se připojili kyperský král Hugo IV. a Řád johanitů. 

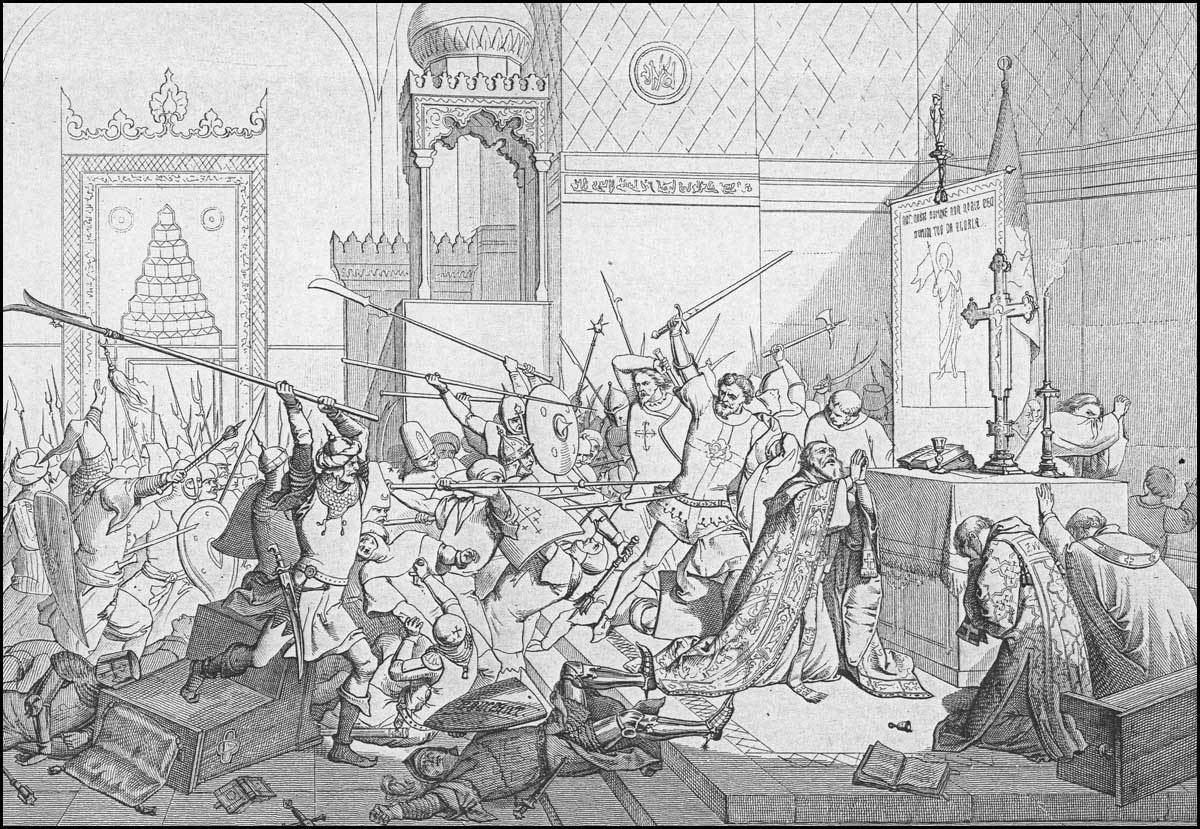
Smrt vůdců křížové výpravy v představě G. Gatteriho

Po vítězství nad piráty v námořní bitvě u Pallene a dobytí Smyrny se křižákům nakonec podařilo udržet si část města, kde odráželi další turecké útoky nebo odkud sami pořádali nájezdy do okolí. Po jedné z akcí na zajištění zásob se Jindřich z Asti rozhodl celebrovat mši v katedrále, která se nacházela mimo město, což se ukázalo jako osudová chyba. Zde pak byli vůdci křížové výpravy pobiti Umurovými vojáky. Nejistá situace křižáků v Malé Asii podnítila papeže k uspořádání druhé výpravy roku 1345, které se ujal Humbert II. z Viennois. Humbert sice dokázal porazit Turky v bitvě, ale jeho výprava sama o sobě představovala jen pouhý výpad, pouze dodala křižákům ve Smyrně jen trochu víc času k opevnění svých pozic. V dalších pěti letech byla Smyrna prakticky v neustálém obležení a papež se pokoušel o sjednání příměří s Turky. Vytyčeného cíle skoncovat s pirátstvím se výpravám nepodařilo, nicméně způsobily ajdinskému státu citelnou újmu a křesťané okupovali část města až do roku 1402, kdy Smyrnu dobylo tímúrovské vojsko. 